# المقلد (ذي السفال)

تعديل مصدري - تعديل

المقلد هي إحدى قرى عزلة وادي ضباء بمديرية ذي السفال التابعة لمحافظة إب، بلغ تعداد سكانها 1041 نسمة حسب تعداد اليمن لعام 2004.